# Wijken en buurten in Assen
De Nederlandse gemeente Assen is voor statistische doeleinden onderverdeeld in wijken en buurten. De gemeente is verdeeld in de volgende statistische wijken:
- Wijk 00 Assen binnenstad (CBS-wijkcode:010600)
- Wijk 01 Assen West (CBS-wijkcode:010601)
- Wijk 02 Assen Noord (CBS-wijkcode:010602)
- Wijk 03 Assen Oost (CBS-wijkcode:010603)
- Wijk 04 Assen Zuid (CBS-wijkcode:010604)
- Wijk 05 Loon (CBS-wijkcode:010605)
- Wijk 06 Verspreid gebied Assen (CBS-wijkcode:010606)
- Wijk 07 Kloosterveen (CBS-wijkcode:010607)

Een statistische wijk kan bestaan uit meerdere buurten. Onderstaande tabel geeft de buurtindeling met kentallen volgens het Centraal Bureau voor de Statistiek (2008):
| CBS-buurtcode | Buurtnaam                      | Inwonertal | Opp. totaal (ha) | Opp. land (ha) | Ligging                |
| ------------- | ------------------------------ | ---------- | ---------------- | -------------- | ---------------------- |
| BU01060000    | Kern-Noord                     | 120        | 6                | 6              | Locatie in de gemeente |
| BU01060001    | Kern-Zuid                      | 160        | 6                | 6              | Locatie in de gemeente |
| BU01060002    | Centrum-Noord                  | 1520       | 30               | 30             | Locatie in de gemeente |
| BU01060003    | Paul Krugerstraat              | 430        | 21               | 21             | Locatie in de gemeente |
| BU01060004    | Overcingel                     | 470        | 20               | 20             | Locatie in de gemeente |
| BU01060005    | Bomenbuurt                     | 740        | 23               | 23             | Locatie in de gemeente |
| BU01060006    | Oosterhoutstraat               | 690        | 33               | 33             | Locatie in de gemeente |
| BU01060007    | Emmastraat                     | 460        | 24               | 24             | Locatie in de gemeente |
| BU01060008    | Alteveerstraat                 | 290        | 10               | 10             | Locatie in de gemeente |
| BU01060100    | Veningerland                   | 1990       | 37               | 37             | Locatie in de gemeente |
| BU01060101    | Zwartwatersweg                 | 1270       | 28               | 28             | Locatie in de gemeente |
| BU01060102    | Troelstralaan                  | 1780       | 34               | 34             | Locatie in de gemeente |
| BU01060103    | Luchiesland                    | 1350       | 27               | 27             | Locatie in de gemeente |
| BU01060104    | De Lariks-Oost                 | 830        | 35               | 32             | Locatie in de gemeente |
| BU01060105    | De Lariks-West                 | 1410       | 26               | 26             | Locatie in de gemeente |
| BU01060106    | Nobellaan                      | 910        | 18               | 18             | Locatie in de gemeente |
| BU01060107    | Zuid-Molukse Buurt             | 550        | 10               | 10             | Locatie in de gemeente |
| BU01060108    | Oostermoer                     | 710        | 14               | 14             | Locatie in de gemeente |
| BU01060109    | Dichtershof                    | 380        | 12               | 12             | Locatie in de gemeente |
| BU01060200    | Pittelo-Zuid                   | 400        | 19               | 18             | Locatie in de gemeente |
| BU01060201    | Pittelo-Midden                 | 1820       | 32               | 31             | Locatie in de gemeente |
| BU01060202    | Pittelo-Noord                  | 1690       | 69               | 64             | Locatie in de gemeente |
| BU01060203    | Noorderpark 2                  | 720        | 29               | 29             | Locatie in de gemeente |
| BU01060204    | Noorderpark 1                  | 2160       | 45               | 45             | Locatie in de gemeente |
| BU01060205    | Peelo                          | 7050       | 151              | 148            | Locatie in de gemeente |
| BU01060206    | Marsdijk                       | 12730      | 271              | 260            | Locatie in de gemeente |
| BU01060207    | Industrieterrein-Zuid          | 250        | 155              | 150            | Locatie in de gemeente |
| BU01060208    | Industrieterrein-Noord         | 250        | 105              | 100            | Locatie in de gemeente |
| BU01060209    | Peelerpark                     | 50         | 45               | 43             | Locatie in de gemeente |
| BU01060300    | Vredeveld                      | 2050       | 49               | 49             | Locatie in de gemeente |
| BU01060301    | De Dorpen                      | 1220       | 23               | 23             | Locatie in de gemeente |
| BU01060302    | Oosterpark                     | 1800       | 50               | 50             | Locatie in de gemeente |
| BU01060303    | Schildersbuurt                 | 680        | 11               | 11             | Locatie in de gemeente |
| BU01060304    | Sluisdennen                    | 340        | 37               | 37             | Locatie in de gemeente |
| BU01060305    | Schieven                       | 20         | 47               | 47             | Locatie in de gemeente |
| BU01060306    | Lonerstraat                    | 60         | 63               | 62             | Locatie in de gemeente |
| BU01060307    | Stichtingsterrein              | 640        | 140              | 139            | Locatie in de gemeente |
| BU01060308    | Amelterhout                    | 350        | 11               | 11             | Locatie in de gemeente |
| BU01060309    | Vreebergen                     | 140        | 8                | 8              | Locatie in de gemeente |
| BU01060310    | Houtlaan                       | 430        | 17               | 17             | Locatie in de gemeente |
| BU01060400    | Westerpark                     | 520        | 38               | 38             | Locatie in de gemeente |
| BU01060401    | Kazerne                        | 10         | 42               | 42             | Locatie in de gemeente |
| BU01060402    | Zuiderpark                     | 310        | 21               | 21             | Locatie in de gemeente |
| BU01060403    | Baggelhuizen-Zuid              | 1490       | 61               | 61             | Locatie in de gemeente |
| BU01060404    | Baggelhuizen-Noord             | 2170       | 47               | 47             | Locatie in de gemeente |
| BU01060405    | Schepersmaat                   | 10         | 60               | 60             | Locatie in de gemeente |
| BU01060406    | Asserbos                       | 0          | 134              | 133            | Locatie in de gemeente |
| BU01060407    | De Boskamp                     | 0          | 74               | 72             | Locatie in de gemeente |
| BU01060408    | Witterstraat                   | 210        | 11               | 11             | Locatie in de gemeente |
| BU01060409    | Oude Grachtenpad               | 0          | 20               | 20             | Locatie in de gemeente |
| BU01060500    | Loon                           | 270        | 32               | 32             | Locatie in de gemeente |
| BU01060509    | Verspreide huizen Loon         | 10         | 412              | 405            | Locatie in de gemeente |
| BU01060601    | Ubbena                         | 100        | 47               | 47             | Locatie in de gemeente |
| BU01060602    | Ter Aard                       | 70         | 19               | 19             | Locatie in de gemeente |
| BU01060605    | Verspreide huizen Kloosterveen | 80         | 19               | 18             | Locatie in de gemeente |
| BU01060606    | Witten                         | 70         | 22               | 22             | Locatie in de gemeente |
| BU01060607    | Graswijk                       | 80         | 222              | 222            | Locatie in de gemeente |
| BU01060608    | Anreep                         | 50         | 27               | 26             | Locatie in de gemeente |
| BU01060609    | Verspreide huizen Assen        | 800        | 4997             | 4909           | Locatie in de gemeente |
| BU01060700    | Kloosterveen                   | 8180       | 191              | 189            | Locatie in de gemeente |
| BU01060701    | Tussengebied                   | 120        | 60               | 58             | Locatie in de gemeente |